# Златокорунский монастырь
Златокорунский монастырь (чеш. Klášter Zlatá Koruna) — цистерцианский монастырь в селении Злата-Коруна района Чески-Крумлов Южночешского края, основанный чешским королём Пршемыслом Отакаром II в 1263 году. Национальный памятник культуры Чехии (с 1995 года).  

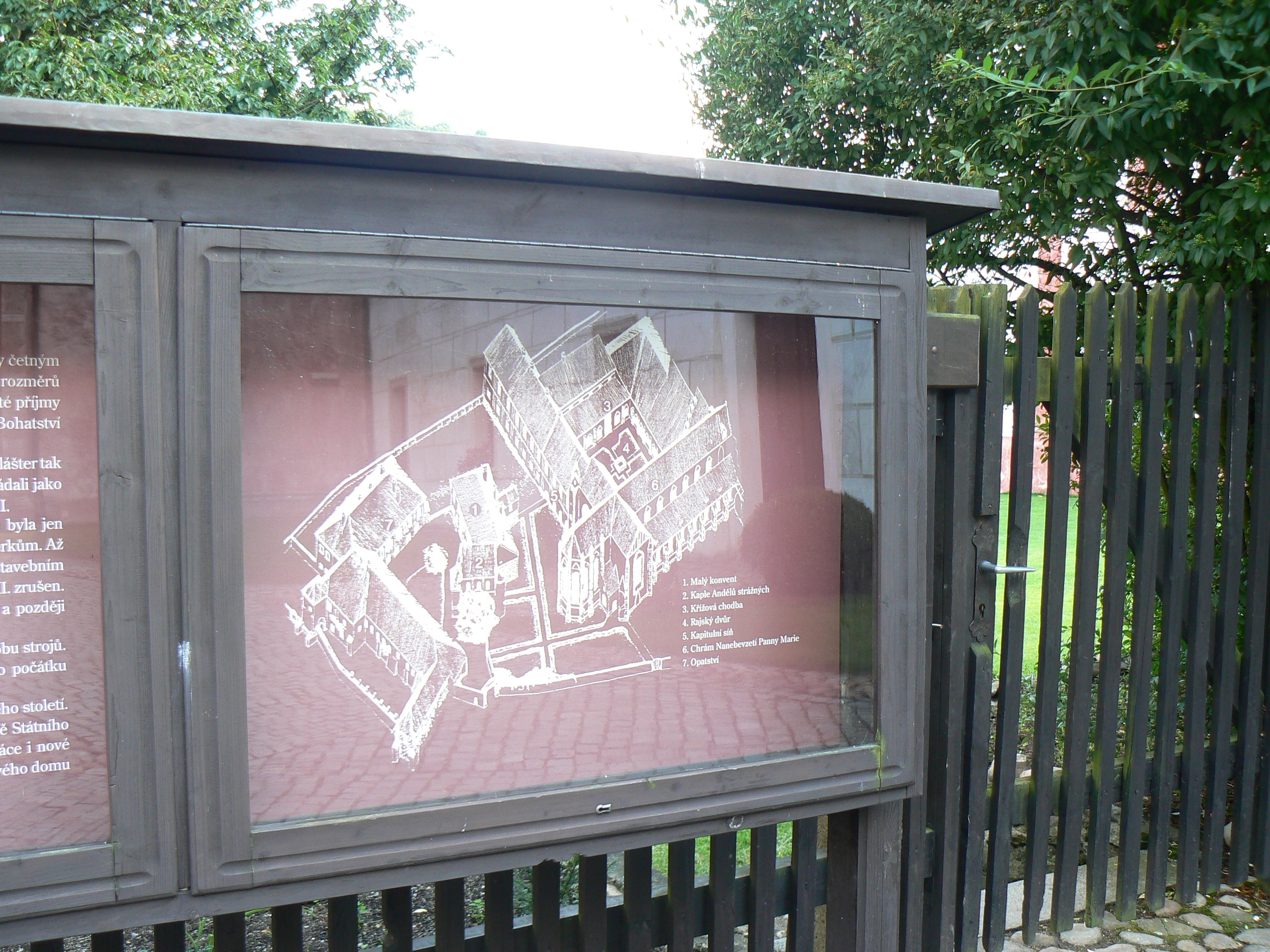
План монастыря

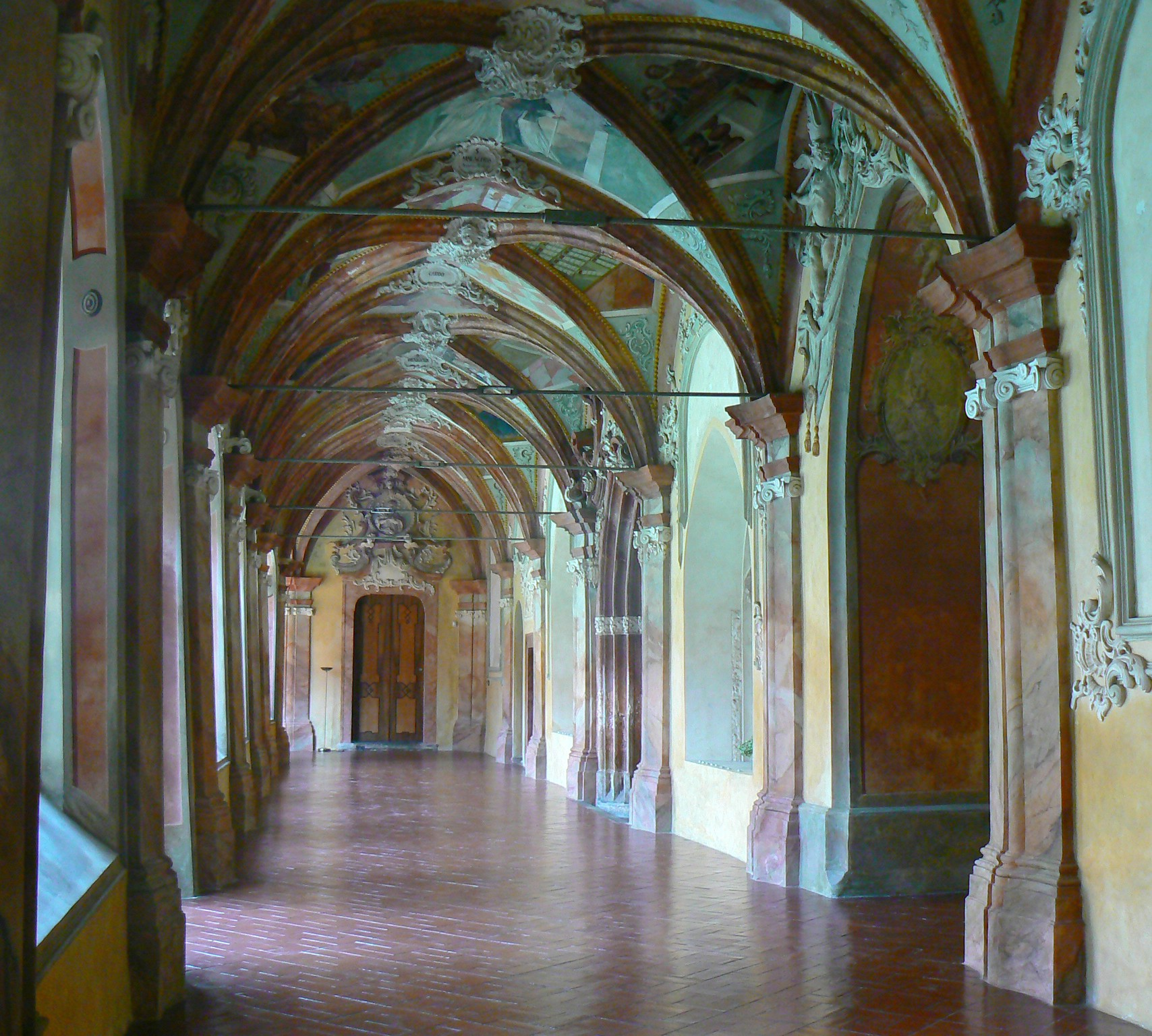
Коридор монастыря

## Основание монастыря
Златокорунский монастырь стал вторым после Плаского основанным монархом цистерцианским монастырём в Чехии. Согласно легенде, король Пршемысл Отакар II перед битвой при Кресенбрунне в 1260 году дал обет в случае победы основать на юге своего королевства монастырь. В 1263 году по воле короля монахи-цистерцианцы во главе с бывшим аббатом Генрихом из австрийского монастыря Хайлигенкройц основали здесь общину, которой король пожаловал обширные земельные владения. Название монастыря связано со священной реликвией, дарованной ему королём Пршемыслом Отакаром II — элементом тернового венца Иисуса Христа. В XIV веке в документах на латинском языке монастырь фигурировал под названием Sancta Corona — «Святая Корона».
Считается, что основанием монастыря в районе Крумлова король преследовал, кроме прочих, и политические цели — сдержать стремительно расширявшееся в Южной Чехии влияние рода Витковичей и создать в регионе «зону мира». Судя по всему, это было враждебно воспринято Витковичами и в 1276 году они разрушили монастырь. Восстановление монастыря произошло только в 1291 году, когда сюда пришли монахи Плаского монастыря и начали реконструкцию разрушенных зданий. Среди дворян, жертвовавших свои средства и поместья на восстановление монастыря, больше всего в 1315 году даровал звиковский бургграф Бавор III из Стракониц (ум. 1318). После смерти пан Бавор был похоронен на территории монастыря (к сожалению, оригинальное готическое надгробие Бавора III не сохранилось). Большую помощь в восстановлении монастыря оказали также паны из Михаловиц.

## Развитие монастыря в XIV веке
В XIV веке монастырь значительно расширил свои владения и достиг своего наибольшего расцвета за счёт щедрых пожертвований южночешских панов. В 1354 году монастырь полностью выгорел. Во время восстановления монастыря были выстроены все основные строения монастырского комплекса, включая впечатляющих размеров костёл. Среди прочих, в восстановительных работах принимал участие каменщик Михаэль Парлерж, брат архитектора Петера Парлержа. В 1370 году была возведена капелла Ангелов Хранителей — старейшее из сохранившихся до наших дней зданий монастыря. 
Вотчинные владения монастыря к концу века находились в 160-ти населённых пунктах, что сделало Златокорунский монастырь самым крупным цистерцианским монастырём в Чехии и Моравии.

## Упадок монастыря
С началом гуситских войн развитие монастыря резко прервалось. Предвидя тяжёлые времена, монахи переправили все ценности в австрийский премонстрантский монастырь Шлегль, а монастырский архив перевезли в Крумлов. В 1420 году монастырь был дважды разорён и сожжён гуситскими войсками (причём один раз под руководством Яна Жижки), монахи покинули монастырь на следующие 17 лет. Монастырские имения были захвачены паном Ольдржихом II из Рожмберка, первоначально как залог от короля Зикмунда, и вошли в состав рожмберкского панства. Некогда богатейшая монашеская община настолько обеднела, что не имела средств на восстановление зданий монастыря: монастырский костёл и здание конвента оставались полуразрушенными вплоть до XVII века.
В 1493 году паны Рожмберки добились от короля Владислвав II Ягеллонского права патронажа над Златокорунским монастырём. В середине XVI века под предлогом того, что монашеская братия существенно уменьшилась и пребывает в бедственном положении Рожмберки поставили вопрос о ликвидации монастыря. Однако монастырь был сохранён и вскоре ситуация стала меняться в лучшую сторону. Во 2-й половине XVI века было возведено здание малого конвента с трапезной и восстановлен дом аббата.
В 1601 году Петр Вок из Рожмберка продал монастырские владения в составе своего крумловского панства королю Рудольфу II, а в 1622 году король Фердинанд II Габсбург пожаловал крумловское панство Гансу Ульриху фон Эггенбергу.

## Восстановление и развитие монастыря в XVII—XVIII веках
После Тридцатилетней войны (1618—1648), во время которой монастырь был вновь разрушен и разграблен, начинается период восстановления и нового подъёма. Ко второй половине XVII века монастырь был уже полностью восстановлен и вошёл в число образцовых цистерцианских монастырей Чехии и Моравии. К 1665 году здания монастырского комплекса приобрели барочный облик. Основная заслуга в этом принадлежала аббатам Бернарду Пахманну (1661—1668), начавшему масштабное восстановление монастырского костёла, и Матею Унгару (1668—1701), закончившему восстановление костёла, отремонтировавшему конвент и установившему в монастыре строгую дисциплину. Успехам аббата Матея во многом способствовал налаженный им паломнический путь в Кайов.

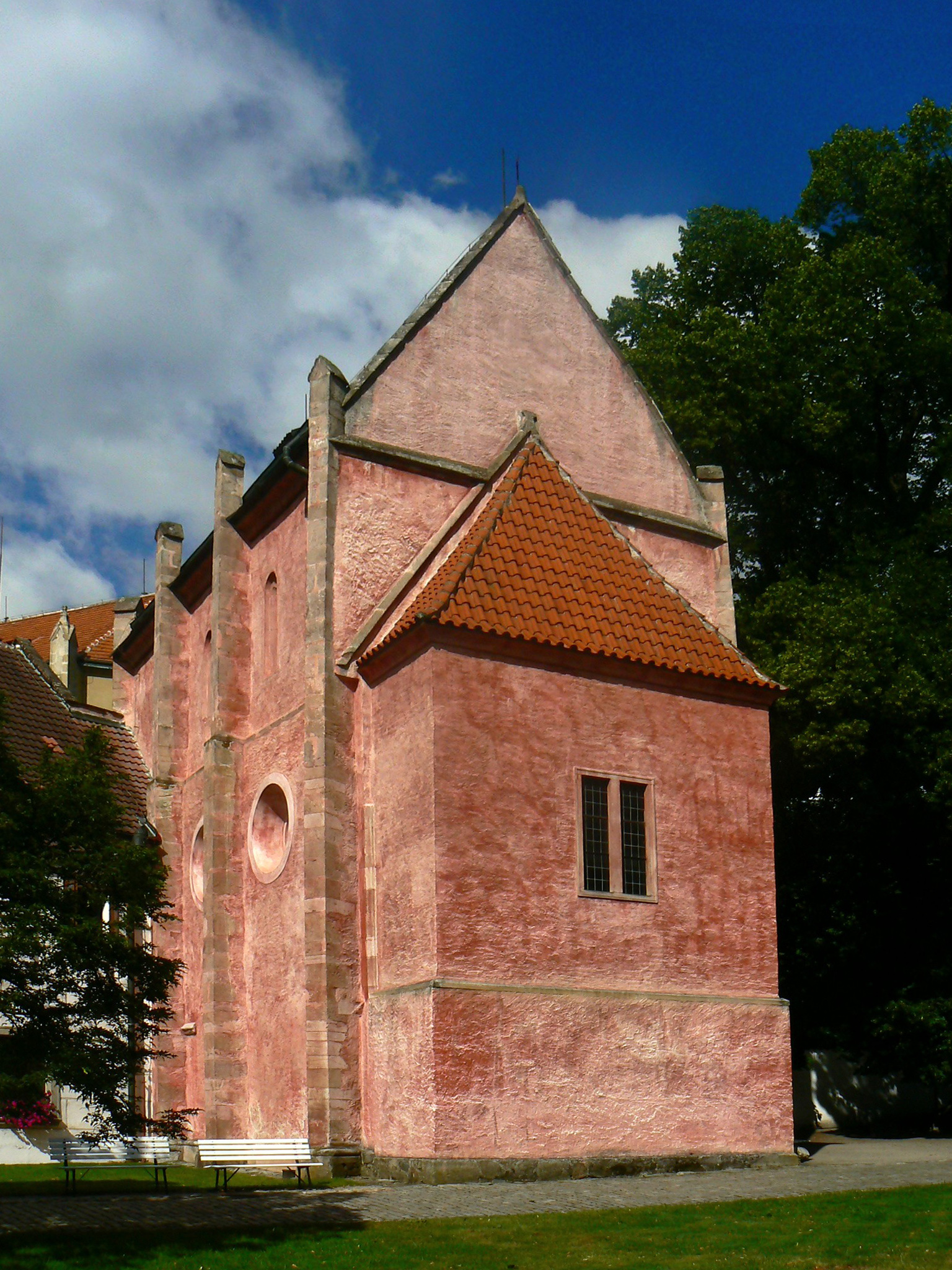
Капелла Ангелов Хранителей. 1370 год.

В 1719 году монастырские владения перешли в собственность князей Шварценберков.
Следующий период расцвета Златокорунского монастыря относится ко времени аббата Богумира Биланского (1755—1785). Интерьер монастыря был преобразован в стиле рококо, стены были расписаны современными фресками, а главный алтарь украшен различными деталями. Существенно видоизменён был монастырский сад: здесь установили вольеры, клетки с фазанами, оранжереи с экзотическими растениями и небольшие фонтаны. На склоне за Влтавой, напротив монастыря, Богумир устроил небольшую обсерваторию. Территория монастыря была засажена разнообразными деревьями, а в сельское хозяйство на монастырских угодьях были внедрены передовые методы производства и новые агрокультуры — картофель и шелковица. При монастыре была основана школа для крестьянских детей.

## Ликвидация монастыря
Однако стремительное развитие Златокорунского монастыря было неожиданно прервано в результате реформ короля Иосифа II. Согласно королевскому указу 1785 года, монастырь был упразднен, членам конвента было велено покинуть его до апреля 1786 года. Последнему аббату монастыря Богумиру Биланскому была назначена пенсия. Свои последние годы он провёл в усадьбе Хинов у Табора, пожалованной ему князем Шварценберком, где и умер в 1788 году в возрасте 64 лет.
В 1787 году монастырский комплекс был выкуплен крумловскими Шварценберками, которые сдали его в аренду под промышленное производство. Во 2-й половине XIX века в зданиях монастыря размещались литейное производство и машиностроительный завод Петера Стеффенса, что нанесло ощутимый ущерб монастырской архитектуре.

## Монастырь в XX—XXI веках
В 1909 году промышленное производство на территории монастыря было свёрнуто и началось восстановление монастырских зданий, продолжавшееся до 1938 года. В период Протектората монастырь был в 1940 году конфискован у Шварценберков, а в 1948 году перешёл в собственность Чехословакии. С 1945 года монастырь открыт для посещения общественности и туристов. Здесь экспонируется выставка о жизни монахов монастыря и их деятельности в Южной Чехии. В 1979—2000 годах комплекс монастыря находился в ведении Государственной научной библиотеки в Ческе-Будеёвице. В настоящее время монастырь находится под управлением отделения Национального института памятников Чешской Республики в Ческе-Будеёвице.